# The Four Aces
Formația The Four Aces a fost un cvartet american de muzică pop format în 1949 de Al Alberts, Dave Mahoney, Lou Silvestri și Rosario „Sod” Vaccaro. În această componență, formația a înregistrat cele mai mari succese. Ulterior au mai făcut parte din formație alți cântăreți: Harry Heisler, Tony Alesi, Bob Barboni, Fred Diodati, Joe Giglio, Danny Colingo și Bob Barboni. Formația și-a încheiat activitatea în 1987.